# 丰田bZ4X
丰田bZ4X是日本丰田汽车公司于2022年推出的一款纯电动紧凑型跨界运动型多用途车。该车于2021年4月作为bZ4X概念车首次亮相。它是第一款基于丰田和斯巴鲁共同开发的e-TNGA平台的汽车，也是该品牌的第一款车型，属于丰田bZ系列纯电动车。
在中国大陆，bZ4X最初由一汽丰田和广汽丰田分别生产及销售，2023年起改为仅在广汽丰田销售。部分中国大陆网民认为“bZ4X”这一拗口的数字和英语的组合形似没有规律的图形验证码，故戏称该车型为“验证码”；2023年广汽丰田发布bZ4X改款的同时，为其推出了中文名铂智4X。

## 基于该车衍生的车型

### 斯巴鲁Solterra
斯巴鲁Solterra為2022年起日本速霸陸（富士重工業前身）製造、販售的跨界休旅車，是丰田bZ4X的换标车。

### 雷克萨斯RZ
雷克萨斯RZ是丰田旗下豪华品牌雷克萨斯在2023年推出的的纯电动SUV。它是雷克萨斯首款在全球销售的纯电动汽车，也是继基于ICE平台的UX 300e之后的第二款纯电动车型。